# Кьюза
Кьюза (італ. Chiusa, нім. Klausen Клаузен) — муніципалітет в Італії, у регіоні Трентіно-Альто-Адідже, провінція Больцано.
Кьюза розташована на відстані близько 540 км на північ від Рима, 75 км на північний схід від Тренто, 23 км на північний схід від Больцано.

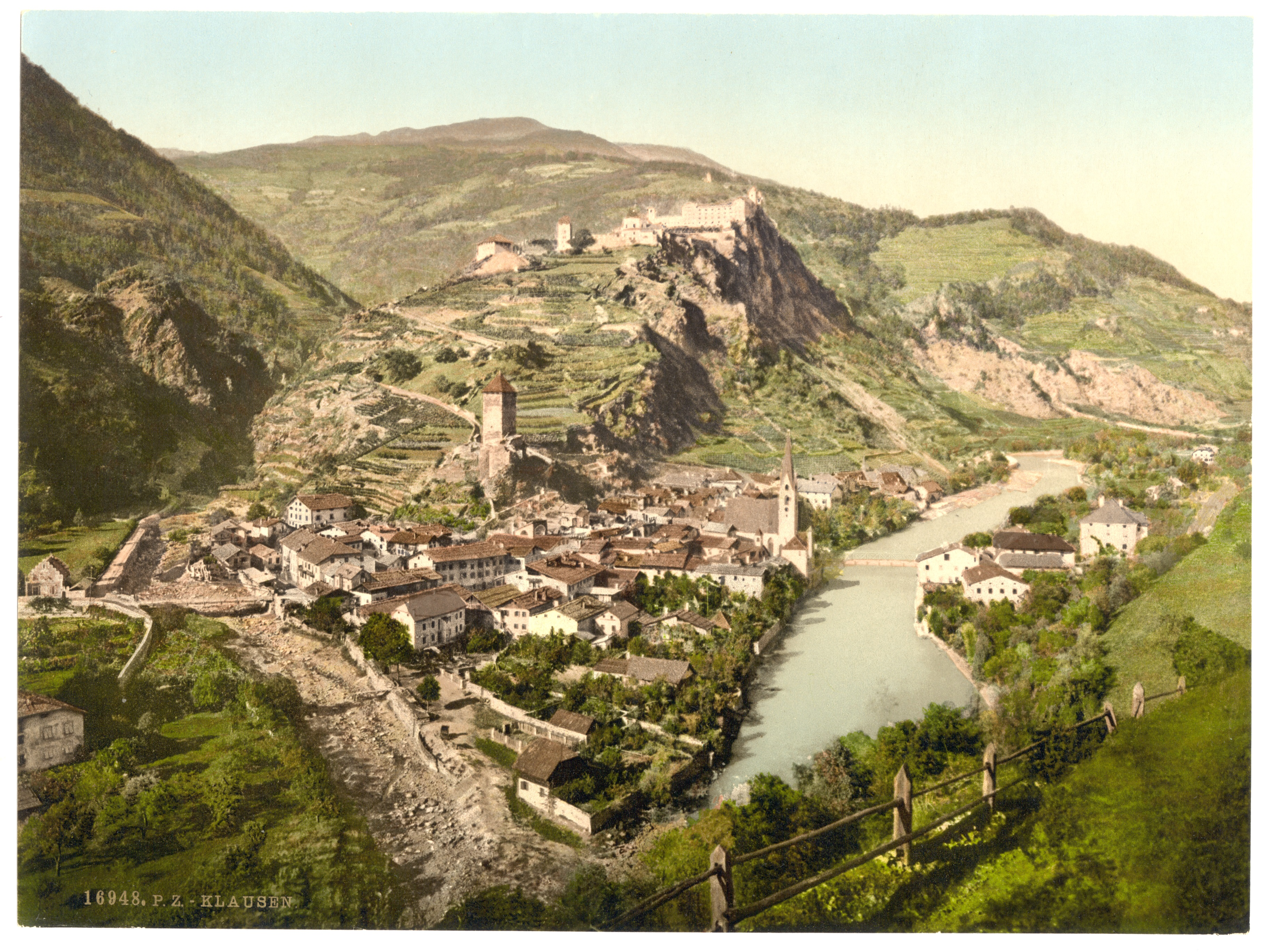

Населення — 5189 осіб (2014).
Покровитель — Андрій Первозванний, 30 листопада.

## Демографія
Населення за роками:

Станом на 1 січня 2023 року в муніципалітеті офіційно проживали 374 іноземці з 38 країн, серед них 132 громадяни країн Євросоюзу та 13 громадян України.

## Визначні пам'ятки
- Абатство Себен — одне за найдавніших місць паломництв у колишньому місці єпископського осідку Тіроля.
- Церква святого Андреаса з іконами Йозефа Шепфа.

## Сусідні муніципалітети
- Фунес
- Лайон
- Сарентіно
- Варна
- Вельтурно
- Вілландро